# قرارداد ایران و شوروی ۱۹۲۱
در ۷ اسفند ۱۲۹۹ خورشیدی برابر با ۲۶ فوریه ۱۹۲۱ میلادی پیمان نامهٔ ۱۹۲۱ بین ایران و شوروی بسته شد و مربوط به مسائل ارضی، مالی، اقتصادی، نظامی و سیاسی بین ایران و شوروی است.

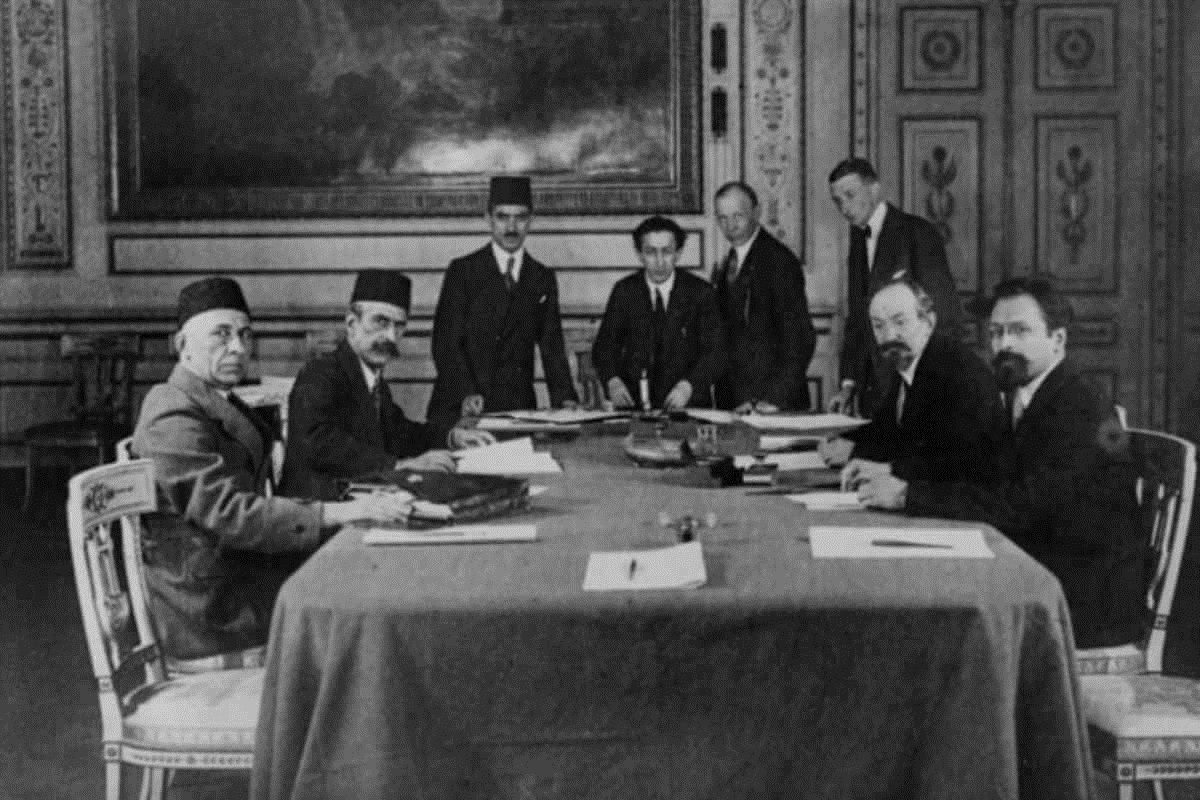
قرارداد ایران و شوروی ۱۹۲۱

به موجب این قرارداد، دولت شوروی متعهد شد تا همهٔ قراردادهایی را که دولت تزاری روسیه با ایران منعقد کرده بود لغو کند و از امتیازات آن دولت در ایران بگذرد و به سیاست متجاوزانهٔ خود خاتمه دهد. همچنین، شوروی از دریافت تمامی بدهی‌های ایران، که مبلغ یازده میلیون لیرهٔ انگلیسی بود صرف نظر کرد. دولت ایران نیز متعهد شد که دیگر به هیچ دولت خارجی امتیازی ندهد. طرفین موافقت کردند که هرگاه کشوری بخواهد به خاک ایران حمله کند، شوروی متعهد می‌شود از حدود ایران دفاع کند.
پیمان نامهٔ ۱۹۲۱ نشانگر موفقیت علیقلی خان مشاورالممالک و مهارت و کاردانی نمایندگان شوروی است که در این موقعیت بحرانی ایران، بی نظری خود را در برابر خودخواهی انگلیس قرار دادند.
این معاهده در هفت اسفند و چهار روز بعد از کودتای سوم اسفند رضاخان تنظیم و امضا شد. اما عده ای میگویند قبلا مورد موافقت قرار گرفته بود. بنظر این اولین معاهده منصفانه برای ایران بود حتی برای تهران نسبت به مسکو نفع بیشتری داشت اما درعمل منجر به اشغال نظامی ایران در جنگ جهانی دوم شد. برای حکومت شوروی، امنیت سرحدات اهمیت بیشتری داشت، و در ازای خودداری از همه دعاوی نسبت به اموال روسیه تزاری، فصل‌های ۵ و ۶ در این قرارداد گنجانده شد. این دو فصل از امکان اقامت یا عمل سازمان‌ها و گروه‌های درگیر در تقلای مسلحانه علیه حکومت هر یک از کشورها در کشور دیگر جلوگیری می‌کرد و امکان ورود سربازان شوروی به قلمروی ایران در صورت ناتوانی حکومت ایران از رفع این تهدید را پیش‌بینی می‌کرد. فصل شش عنوان میکرد [هر گاه ممالک ثالثی بخواهند به وسیله دخالت مسلحانه سیاست غاصبانه را در خاک ایران مجری دارند یا خاک ایران را مرکز حملات نظامی بر ضد روسیه قرار دهند ... دولت شوروی حق خواهد داشت قشون خود را به خاک ایران وارد نماید تا اینکه برای دفاع از خود اقدام‌های لازم نظامی را به عمل آورد.]  این دو فصل، که بی شک حقوق اقتدار ایران را نقض می‌کردند در جریان جنگ جهانی دوم اجرا شدند و ایران توسط انگلیس و روسیه و آمریکا اشغال شد. قرارداد ۱۹۲۱ در روابط دو کشور بنیادین است. تا به امروز معتبر مانده، به جز فصل‌های ۵ و ۶ که به‌طور یکجانبه پس از انقلاب اسلامی ۱۹۷۹ از طرف ایران لغو و ملغی شد.

## متن قرارداد ۱۹۲۱ (۱۲۹۹ خورشیدی) ایران و شوروی
هفت اسفند ۱۲۹۹ خورشیدی مطابق ۲۶ فوریه۱۹۲۱ میلادی
چون دولت ایران از یکطرف و دولت جمهوری اتحادی اشتراکی شوروی روسیه از طرف دیگر نهایت درجه مایل بودند که روابط محکم و حسنه همجواری و برادری در آتیه مابین ملتین ایران و روس برقرار باشد لذا مصمم شدند که داخل مذاکره در این باب شده و برای این مقصود اشخاص ذیل را وکلای مختار خود نمودند:
از طرف دولت ایران: علیقلی خان مشاورالممالک
از طرف دولت جمهوری اتحادی اشتراکی شوروی روسیه: که ارکی واسیلیویچ چیچرین و لومیخائیلویچ کاراخان وکلای مختار پس از ارائه اعتبارنامه‌های خود که موافق قاعده و ترتیبات مقتضیه بوده در آنچه ذیلاً ذکر می‌شود توافق نظر حاصل نمودند.
- فصل اول

دولت شوروی روسیه مطابق بیانیه‌های خود راجع به مبانی سیاست روسیه نسبت به ملت ایران مندرجه در مراسلات ۱۴ یانوار ۱۹۱۸ (۱۲۹۶ خورشیدی) و ۲۶ ایون ۱۹۱۹ (۱۲۹۷ خورشیدی) یک مرتبه دیگر رسماً اعلان می‌نماید که از سیاست جابرانه که دولت‌های مستعمراتی روسیه که به اراده کارگران و دهاقین این مملکت سرنگون شدند نسبت به ایران تعقیب می‌نمودند قطعاً صرف نظر می‌نماید.
نظر به آنچه گفته شد و با اشتیاق به این که ملت ایران مستقل و سعادتمند شده و بتوانند آزادانه در دارایی خود تصرفات لازمه را بنماید دولت شوروی روسیه تمام معاهدات و مقاولات و قراردادها را که دولت تزاری روسیه با ایران منعقد نموده و حقوق ملت ایران را تضییع می‌نمود ملغی و از درجه اعتبار ساقط شده اعلان می‌نماید.
- فصل دوم

دولت شوروی روسیه از سیاست دولت‌های روسیه تزاری که بدون رضایت ملل آسیا و به بهانه تأمین استقلال ملل مزبوره با سایر ممالک اروپا در باب مشرق معاهداتی منعقد می‌نمودند که بالانتیجه منجر به استملاک آن می‌گردد اظهار تنفر می‌نماید، این سیاست جنایت کارانه را که نه تنها استقلال ممالک آسیا را منهدم می‌نمود بلکه ملل زنده شرق را طعمه حرص غارتگران اروپایی و تعدیات مرتب آنها قرار می‌داد دولت شوروی روسیه بدون هیچ شرطی نفی می‌نماید.
نظر به آنچه گفته شد و مطابق اصول مذکوره در فصل اول و چهارم این معاهده دولت شوروی روسیه استنکاف خود را از مشارکت در هر نوع اقدامی که منجر به تضعیف و محفوظ نماندن سیادت ایران بشود اعلان نموده و کلیه معاهدات و قراردادهایی را که دولت سابق روسیه با ممالک ثالثی به ضرر ایران و راجع به آن منعقد نموده‌است ملغی و از درجه اعتبار ساقط می‌داند.
- فصل سوم

دولتین معظمتین متعاهدتین رضایت می‌دهند که سرحد مابین ایران و روسیه را مطابق تعیین کمیسیون سرحدی ۱۸۸۱ (۱۲۵۹ خورشیدی) تصدیق و رعایت نمایند؛ ضمناً به واسطه عدم میلی که دولت شوروی روسیه از استفاده از ثمره سیاست غاصبانه دولت تزاری سابق روسیه دارد از انتفاع از جزائر آشوراده و جزائر دیگری که در سواحل ولایت استرآباد ایران واقع می‌باشند، صرف نظر کرده و همچنین قریه فیروزه را با اراضی مجاوره آن که مطابق قرارداد ۲۸ مای ۱۸۹۳ (۷ خرداد ۱۲۷۲ خورشیدی) از طرف ایران به روسیه انتقال داده شده‌است به ایران مسترد می‌دارد.
دولت ایران از طرف خود رضایت می‌دهد که شهر سرخس معروف به سرخس روس یا سرخس کهنه با اراضی مجاور آن که منتهی به رودخانه سرخس می‌شود در تصرف روسیه باقی بماند.
طرفین معظمین متعاهدین با حقوق مساوی از رودخانه اترک و سایر رودخانه‌ها و آب‌های سرحدی بهره‌مند خواهند شد و ضمناً برای تنظیم قطعی مسئله انتفاع از آب‌های سرحدی و برای حل کلیه مسایل متنازع فیهای سرحدی و اراضی یک کمیسیون مرکب از نمایندگان ایران و روسیه معین خواهد شد.
- فصل چهارم

با تصدیق اینکه هر یک از ملل حق دارد مقدرات سیاسی خود را بلامانع و آزادانه حل نماید هر یک از طرفین متعاهدتین از مداخله در امور داخلی طرف مقابل صرف نظر کرده و جدا خودداری خواهد نمود.
- فصل پنجم

طرفین معظمتین متعاهدتین تقبل می‌نمایند که:
(۱) از ترکیب یا توقف تشکیلات یا دستجات (گروپ‌ها) به هر اسم که نامیده شوند یا اشخاص منفرد که مقصود تشکیلات و اشخاص مزبوره مبارزه با ایران و روسیه و همچنین با ممالک متحده با روسیه باشد در خاک خود ممانعت نمایند و همچنین از گرفتن افراد قشونی یا تجهیزات نفرات برای صفوف قشون یا قواء مسلحه تشکیلات مزبوره در خاک خود ممانعت نمایند.
(۲) به کلیه ممالک یا تشکیلات قطع نظر از اسم آن تشکیلات که مقصودشان مبارزه با متعاهد معظم باشد نباید اجازه داده شود که به خاک هر یک از طرفین معظمتین متعاهدتین تمام آنچه را که ممکن است بر ضد متعاهد دیگر استعمال شود وارد نموده یا عبور دهند.
(۳) با تمام وسایلی که به آن دسترس باشد از توقف قشون یا قواء مسلحه مملکت ثالث دیگری در صورتی که احتمال برود توقف قواء مزبوره باعث تهدید سرحدات یا منافع یا امنیت متعاهد معظم دیگر می‌شود باید در خاک خود و متحدین خود ممانعت نماید.
- فصل ششم

طرفین معظمتین متعاهدتین موافقت حاصل کردند که هر گاه ممالک ثالثی بخواهند به وسیله دخالت مسلحه سیاست غاصبانه را در خاک ایران مجری دارند یا خاک ایران را مرکز حملات نظامی بر ضد روسیه قرار دهند و اگر ضمناً خطری سرحدات دولت جمهوری اتحادی شوروی روسیه خودش نتواند این خطر را رفع نماید دولت شوروی حق خواهد داشت قشون خود را به خاک ایران وارد نماید تا اینکه برای دفاع از خود اقدام‌های لازم نظامی را به عمل آورد دولت شوروی روسیه متعهد است که پس از رفع خطر بلادرنگ قشون خود را از حدود ایران خارج نماید.
- فصل هفتم

نظر به اینکه ملاحظات مذکوره در فصل ششم می‌توانند همچنین در باب امنیت در بحر خزر مورد پیدا نمایند لهذا طرفین معظمتین متعاهدتین موافق هستند که اگر در جزء افراد بحریه ایران اتباع ثالثی باشند که از بودن خود در بحریه ایران برای تعقیب مقاصد خصمانه نسبت به روسیه استفاده نمایند دولت شوروی حق خواهد داشت که انفصال عناصر مضره مزبوره را از دولت ایران بخواهد.
- فصل هشتم

دولت شوروی روسیه انصراف قطعی خود را از سیاست اقتصادی که حکومت تزاری روسیه در شرق تعقیب می‌نمود و به دولت ایران نه از دیدگاه توسعه اقتصادی و ترقی ملت ایران بلکه برای اسارت سیاسی ایران پول می‌داد اعلان می‌نماید؛ بنابراین دولت شوروی روسیه از هر نوع حقوق خود نسبت به قروضی که دولت تزاری به ایران داده‌است صرف نظر کرده و اینگونه استقراض‌ها را نسخ شده و غیرقابل تادیه می‌شمارد و همچنین دولت شوروی روسیه از تمام تقاضاهای راجع به انتفاع از عوائد مملکتی ایران که وثیقه استقراض‌های مذکوره بودند صرف نظر می‌نماید.
- فصل نهم

دولت شوروی روسیه نظر به اعلان نفی سیاست مستعمراتی سرمایه‌داری که باعث بدبختی‌ها و خون ریزی‌های بیشمار بوده و می‌باشند از انتفاع از کارهای اقتصادی روسیه تزاری که قصد از آنها اسارت اقتصادی ایران بوده صرف نظر می‌نماید؛ بنابراین دولت شوروی روسیه تمام نقدینه و اشیاء قیمتی و کلیه مطالبات و بدهی بانک استقراضی ایران را و همچنین کلیه دارایی منقول و غیرمنقول بانک مزبور را در خاک ایران به ملکیت کامل ایران واگذار می‌نماید.
توضیح آنکه در شهرهایی که مقرر است قونسولگری‌های روسیه تأسیس شوند و در آنجاها خانه‌های متعلقه به بانک استقراضی ایران وجود داشته و مطابق همین فصل منتقل به دولت ایران می‌شود دولت ایران رضایت می‌دهد که یکی از خانه‌ها را مجانا برای استفاده مطابق انتخاب دولت شوروی روسیه برای محل قونسولگری روسیه واگذار نماید.
- فصل دهم

دولت شوروی روسیه کوشش سیاست مستعمراتی دنیا را که در ساختن راه‌ها و کشیدن خطوط تلگرافی در ممالک غیر برای تأمین نفوذ نظامی خود بر توسعه تمدن ملل ترجیح می‌دهد نفی کرده و مایل است که وسایل مراودات و مخابرات که برای استقلال و تکمیل تمدن هر ملتی لزوم حیاتی دارد به اختیار خود ملت ایران واگذارده شود و ضمناً هم به قدر خسارات وارده به ایران به واسطه قشون دولت تزاری جبران شود لهذا دولت شوروی روسیه مؤسسات روسی ذیل را بلاعوض به ملکیت قطعی ملت ایران واگذار می‌نماید.
الف - راه‌های شوسه از انزلی به طهران و از قزوین به همدان با تمام اراضی و ابنیه و اثاثیه متعلق به راه‌های مذکوره
ب- خطوط راه‌آهن از جلفا به تبریز و از صوفیان به دریاچه ارومیه با تمام ابنیه و وسایل نقلیه و متعلقات دیگر
ت- اسکله‌ها و انبارهای مال التجاره و کشتی‌های بخاری و کرجی‌ها و کلیه وسایل نقلیه در دریاچه ارومیه با تمام متعلقات آنها
ث- تمام خطوط تلگرافی و تلفونی با تمام متعلقات و ابنیه و اثاثیه که در حدود ایران به توسط دولت سابق تزاری ساخته شده‌است
ج- بندرانزلی (پر) با انبارهای مال التجاره و کارخانه چراغ برق و سایر ابنیه
- فصل یازدهم

نظر به اینکه مطابق اصول بیان شده در فصل هشتم این عهدنامه منعقده در دهم فورال ۱۸۲۸ مابین ایران و روسیه در ترکمان چای نیز که فصل هشتم آن حق داشتن بحریه را در بحر خزر از ایران سلب نموده بود از درجه اعتبار ساقط است لهذا طرفین معظمتین متعاهدتین رضایت می‌دهند که از زمان امضاء این معاهده هر دو بالسویه حق کشتی‌رانی آزاد در زیر بیرق‌های خود در دریای خزر داشته باشند.
- فصل دوازدهم

دولت شوروی روسیه پس از آنکه رسماً از استفاده از فواید اقتصادی که مبتنی بر تفوق نظامی بوده صرف نظر نمود اعلان می‌نماید که علاوه بر آنچه در فصول نه و ده ذکر شد سایر امتیازات نیز که دولت سابق تزاری عنفاً برای خود و اتباع خود از دولت ایران گرفته بود از درجه اعتبار ساقط می‌باشند.
دولت شوروی روسیه از زمان امضاء این عهدنامه تمام امتیازات مذکوره را اعم از آنکه به موقع اجرا گذارده شده باشند و تمام اراضی را که به واسطه آن امتیازات تحصیل شده‌اند به دولت ایران که نماینده ملت ایران است واگذار می‌نماید.
از اراضی و مایملکی که در ایران متعلق به دولت تزاری سابق بوده محوطه سفارت روس در طهران و در زرگنده با تمام ابنیه و اثاثیه موجوده در آنها و همچنین محوطه‌ها و ابنیه و اثاثیه جنرال قونسولگری‌ها و قونسول گری‌ها و ویس قونسول گری‌های سابق روسیه در ایران در تصرف روسیه باقی بماند.
توضیح آنکه دولت شوروی روسیه از حق اداره کردن قریه زرگنده که متعلق بده دولت سابق تزاری بود صرف نظر می‌نماید.
- فصل سیزدهم

دولت ایران از طرف خود وعده می‌دهد که امتیازات و مایملکی که را که مطابق این عهدنامه به ایران مسترد شده‌است به تصرف و اختیار یا استفاده هیچ دولت ثالث و اتباع دولت ثالثی واگذار ننموده و تمام حقوق مذکوره را برای رفاه ملت ایران محفوظ بدارد.
- فصل چهاردهم

با تصدیق اهمیت شیلات سواحل بحر خزر برای اعاشه روسیه دولت ایران پس از انقضاء اعتبار قانونی تقبلات فعلی خود نسبت به شیلات مزبوره حاضر است که با اداره ارزاق جمهوریت اتحادی اشتراکی شوروی روسیه قراردادی در باب صید ماهی با شرایط خاصی که تا آن زمان معین خواهد شد منعقد نماید.
همچنین دولت ایران حاضر است که با دولت شوروی روسیه داخل مطالعه وسایلی که حالیه نیز تا رسیدن موقع شرایط مذکوره در فوق امکان رساندن مواد شیلات مزبوره را به روسیه در نظر ادارات ارزاق جمهوری اشتراکی روسیه تأمین بنماید بشود.
- فصل پانزدهم

دولت شوروی روسیه نظر به اصول اعلام شده خود در باب آزادی عقاید مذهبی مایل است به تبلیغات مذهبی که مقصود باطنی از آن اعمال نفوذ سیاسی در توده مردم و کمک به دسایس سبعانه تزاری بوده در ممالک اسلامی خاتمه دهد؛ بنابراین دولت شوروی روسیه انحلال تمام هیئت‌های روحانی را که در ایران دولت سابق تزاری تأسیس کرده بود اعلان می‌نماید و اقدام خواهد نمود که بعدها از روسیه به ایران اینگونه هیئت‌ها اعزام نشوند.
دولت شوروی روسیه اراضی و انبیه و دارایی هیئت ارتودکس را در ارومیه و همچنین تمام دارایی سایر مؤسسات سنخ هیئت مزبوره را بلاعوض به ملکیت دائمی ملت ایران که دولت ایران نماینده آن است واگذار می‌نماید دولت ایران اراضی و ابنیه و دارایی مزبور را به مصرف ساختن مدارس و سایر مؤسسات معارفی خواهد رساند.
- فصل شانزدهم

نظر به مندرجات مراسله دولت شوروی به تاریخ ۲۵ ایون (ژوئن) راجع به ابطال قضاوت قونسول‌ها اتباع روسیه ساکن ایران و همچنین اتباع ایران ساکن روسیه از تاریخ امضاء این معاهده دارای حقوق مساوی با سکنه محلی بوده و محکوم قوانین مملکت متوقف فیها خواهند بود و به تمام کارهای قضایی آنها در محاکم محلی رسیدگی خواهد شد.
- فصل هفدهم

اتباع ایران در روسیه و همچنین اتباع روسیه در ایران از خدمت نظامی و تادیه هر نوع مالیات نظامی با عوارض نظامی معاف هستند.
- فصل هیجدهم

اتباع ایران در روسیه و اتباع روسیه در ایران در آزادی مسافرت در داخله مملکت دارای حقوقی می‌باشند که به اتباع دول کامله وداد به غیر از دول متحده با روسیه واگذار می‌شود.
- فصل نوزدهم

طرفین معظمتین متعاهدتین در مدت قلیلی پس از امضاء این عهدنامه اقدام در تجدید روابط تجارتی خواهند نمود. وسایل تنظیم واردات و صادرات مال التجاره و تأدیه قیمت آن و همچنین طرز دریافت و میزان حقوق گمرکی که از طرف ایران بر مال التجاره روس تعلق می‌گیرد مطابق قرارداد خاص تجارتی که به وسیله کمیسیون خاص از نمایندگان طرفین تشکیل خواهد شد خواهد گردید.
- فصل بیستم

طرفین معظمتین متعاهدتین متقابلاً به همدیگر حق ترانزیت می‌دهند که از طریق ایران یا طریق روسیه به ممالک ثالثی مال التجاره حمل نمایند ضمناً برای مال التجاره حمل شده عوارض بیش از آنچه از مال التجاره دول کامله الوداد غیر از ممالک متحده با جمهوری اتحاد شوروی روسیه اخذ می‌شود نباید تعلق بگیرد.
- فصل بیست و یکم

طرفین معظمتین متعاهدتین در اقل مدت پس از امضاء این عهدنامه اقدام در استقرار روابط تلگرافی و پستی مابین ایران و روسیه خواهند نمود؛ شرایط روابط مذکوره در قرارداد خاص پستی و تلگرافی معین خواهد شد.
- فصل بیست و دوم

برای تثبیت روابط ودادیه هم جواری و تهیه موجبات درک حسن نیت همدیگر که پس از امضاء این عهدنامه فی‌مابین برقرار می‌شود هر یک از طرفین معظمتین متعاهدتین در پایتخت طرف مقابل نماینده مختار خواهند داشت که چه در ایران و چه در روسیه دارای حق مصونیت خارج از مملکت (اکستری توریالیته) و سایر امتیازات مطابق قوانین بین‌المللی و عادات و همچنین قواعد و مقررات جاریه در مملکتین نسبت به نمایندگان سیاسی خواهند بود.
- فصل بیست و سوم

طرفین معظمتین متعاهدتین به نیت توسعه روابط مملکتی متقابلاً در نقاطی که به رضایت طرفین معین خواهد شد تأسیس قونسولگری‌ها خواهند نمود. حقوق و صلاحیت قونسول‌ها در قرارداد مخصوصی که بلاتاخیر پس از امضاء این عهدنامه منعقد خواهد شد و همچنین مطابق قواعد و مقررات در هر دو مملکت نسبت به مؤسسه قونسول‌ها معین خواهد شد.
- فصل بیست و چهارم

این عهدنامه باید در ظرف سه ماه تصدیق شود مبادله تصدیق نامه‌ها در شهر طهران حتی الامکان در مدت قلیلی به عمل خواهد آمد.
- فصل بیست و پنجم

این عهدنامه به زبان فارسی و روسی در دو نسخه اصلی نوشته شده در موقع تفسیر آن هر دو نسخه معتبر می‌باشد.
- فصل بیست و ششم

این عهدنامه فوراً پس از امضاء دارای اعتبار خواهد شد.
برای تصدیق آنچه گفته شد امضاء کنندگان ذیل این عهدنامه را امضاء کرده و به امهار خود ممهور نمودند در شهر مسکو در ۲۶ فورال ۱۹۲۱ (۷ اسفند ۱۲۹۹ خورشیدی) تحریر شد.
امضاء:
که ارگی چیچرین
ل. کاراخان
مشاورالممالک